# Chañi
A serra Chañi ou mais conhecido como Nevado de Chañi, é a serra mais alta dos Andes jujeños. Sua altura máxima, de 5.896 msnm, é a maior altitude da província argentina de Jujuy.
Esta montanha faz parte da serra homónima, e parte da mesma serve de limite entre as províncias de Jujuy e Salta.
Acede-se ao mesmo por diferentes caminhos: 
1. Pela rota 52 que vai a Chile, e depois a RN 40, pelo trecho para San Antonio  dos Cobres
2. Por Tumbaya, seguindo a Avariada homónima, 43 km ao norte de San Salvador de Jujuy
3. Pela localidade de León, seguindo o leito do rio do mesmo nome.

## História
Os primeiros escaladores foram os primitivos habitantes da zona, os quais escalaram com um sentido religioso, como era costume de diferentes civilizações que habitavam para perto de a Cordillera dos Andes. 
Em 1905, uma expedição encontrou na cume da montanha o corpo momificado pelas condições climáticas de um menino de 5 anos com todo ajuar, produto provavelmente de um sacrifício humano.
As primeiras escaladas científicas e esportivas realizaram-se a princípios do século XX. A primeira escalada dirigida por Federico Reichert, considerado pai do andinismo argentino realizou-se em 1904. Durante uma expedição dirigida pelos arqueólogos Johan Reinhard e Constanza Ceruti em 2000 completaram-se medidas dos lugares saqueados nos cumes.  